# كيسي كيلي
كيسي كيلي (بالإنجليزية: Casey Kelly)‏ هو لاعب كرة قاعدة أمريكي، ولد في 4 أكتوبر 1989 في ساراسوتا في الولايات المتحدة.

## وصلات خارجية
- كيسي كيلي على موقع دوري كرة القاعدة الرئيسي (الإنجليزية)
- كيسي كيلي على موقع دوري كوريا الجنوبية لكرة القاعدة (الإنجليزية)
- كيسي كيلي على موقعبيزبول رفرنس.كوم (الدوري الرئيسي) (الإنجليزية)
- كيسي كيلي على موقعبيزبول رفرنس.كوم (الدوري الثانوي) (الإنجليزية)
- كيسي كيلي على موقع إي إس بي إن.كوم (أم.أل.بي) (الإنجليزية)
- كيسي كيلي على موقع مشجعي الرسوم البيانية (الإنجليزية)